# Kampti
Pour les articles homonymes, voir Kampti (homonymie).
Pour le département et la commune rurale, voir Kampti (département).
Kampti est un village et le chef-lieu du département et la commune rurale de Kampti, situé dans la province du Poni et la région du Sud-Ouest au Burkina Faso.

## Géographie
Kampti se trouve à 35 km au sud-ouest de Gaoua la grande métropole du sud du pays. La ville est traversée par la route nationale 12 menant à la frontière ivoirienne située à 25 km au sud.

## Santé et éducation
Kampti accueille un centre médical tandis que le centre hospitalier régional (CHR) de la province se trouve à Gaoua.

## Personnalités liées à la commune
- Paul-Miki Roamba (1980-2022), journaliste.

## Culture et patrimoine
Kampti possède une importante église de culte catholique, l'église Sainte-Thérèse-de-l’Enfant-Jésus édifiée à partir de 1930 (après le transfert de la paroisse du village lobi de Bomoï fondée en 1929 à Kampti) et rattachée au diocèse de Diébougou.

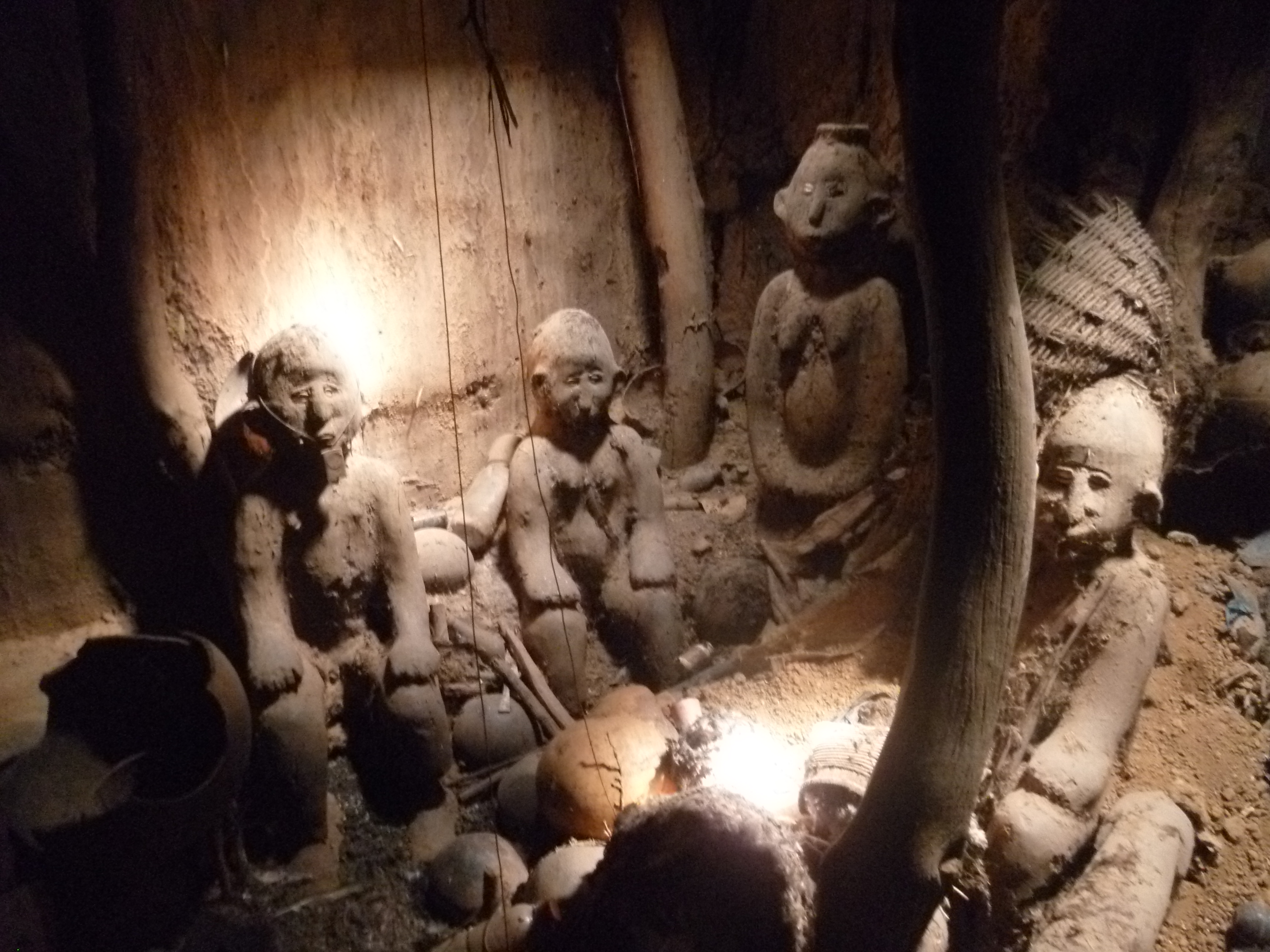
Cave des ancêtres.
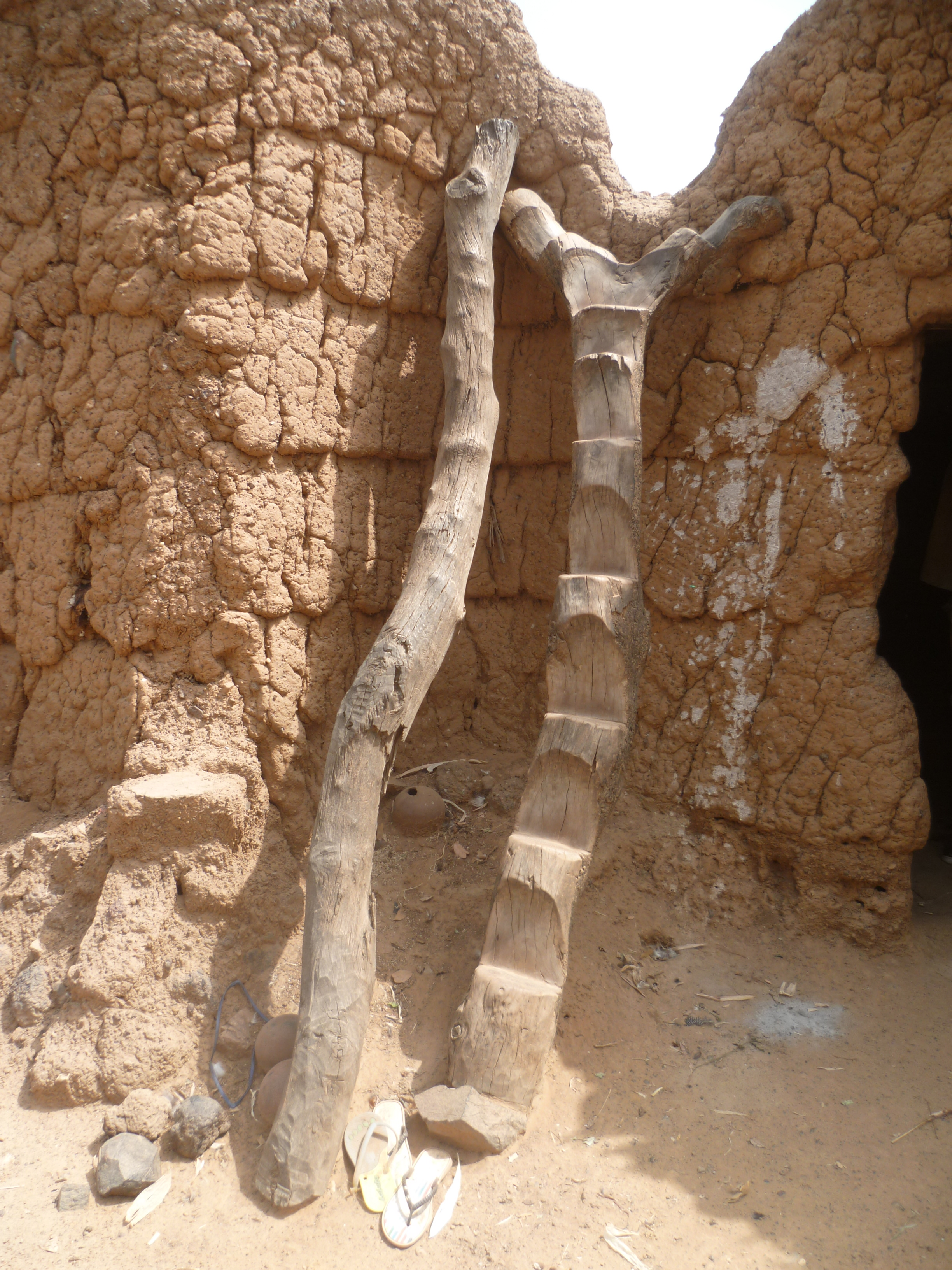
Échelles.
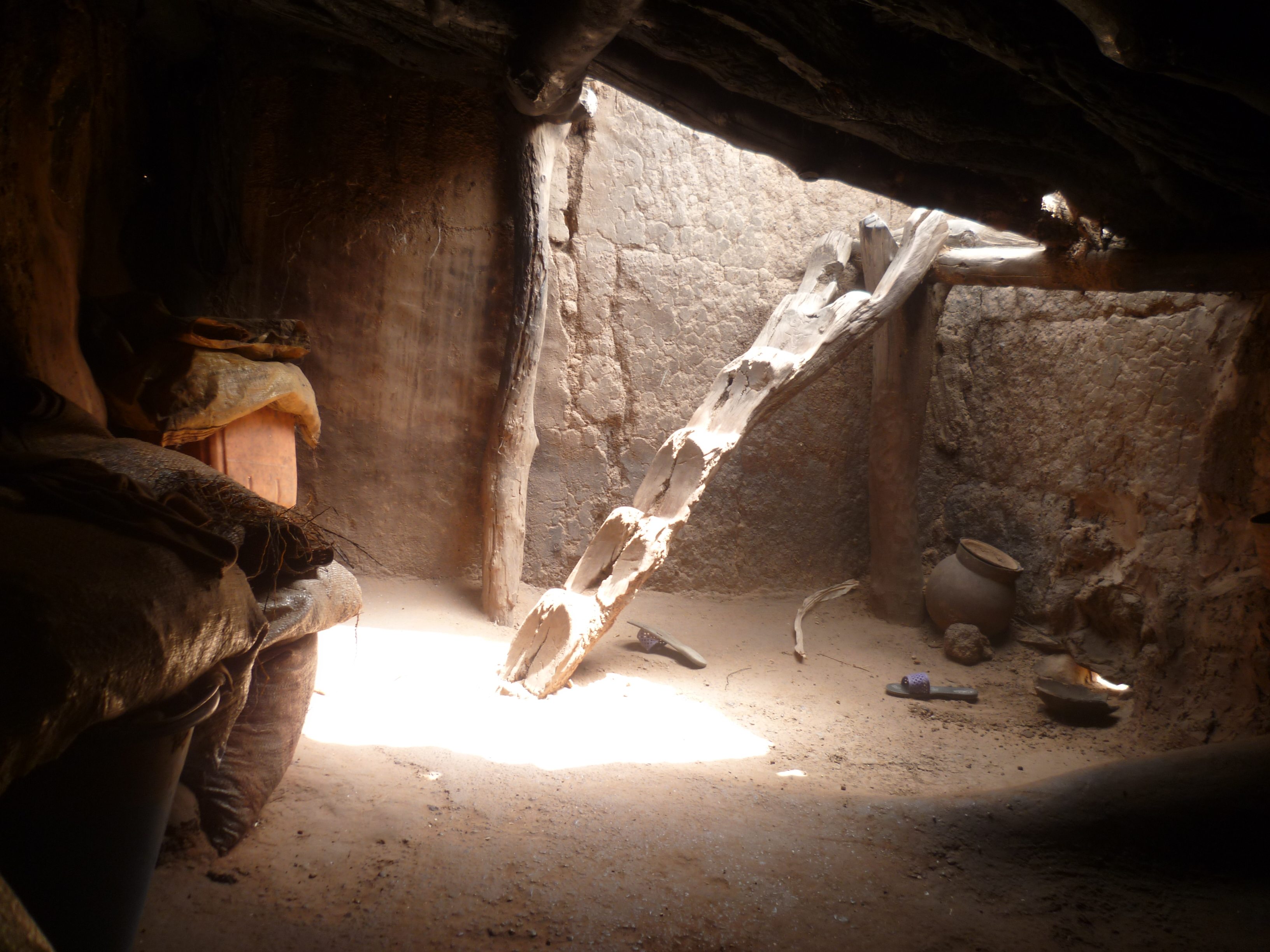
Intérieur de maison.